# IC 814
IC 814 ist eine Spiralgalaxie vom Hubble-Typ S im Sternbild Jungfrau nördlich der Ekliptik. Sie ist schätzungsweise 663 Millionen Lichtjahre von der Milchstraße entfernt und hat einen Durchmesser von etwa 135.000 Lichtjahren.
Im selben Himmelsareal befindet sich u. a. die Galaxie NGC 4674.
Das Objekt wurde am 10. Mai 1893 vom französischen Astronomen Stéphane Javelle entdeckt.